# Vert-en-Drouais
Vert-en-Drouais – miejscowość i gmina we Francji, w Regionie Centralnym, w departamencie Eure-et-Loir.
Według danych na rok 1990 gminę zamieszkiwały 1034 osoby, a gęstość zaludnienia wynosiła 107 osób/km² (wśród 1842 gmin Regionu Centralnego Vert-en-Drouais plasuje się na 381. miejscu pod względem liczby ludności, natomiast pod względem powierzchni na miejscu 1162.).